# کوکویرو بایکسو
کوکویرو بایکسو (به پرتغالی: Coqueiro Baixo) یک منطقهٔ مسکونی در برزیل است که در ریو گرانده جنوبی واقع شده‌است. کوکویرو بایکسو ۱٬۴۹۵ نفر جمعیت دارد.